# Liese Lyon
Liese Lyon (* 1973 in Paris, Frankreich) ist eine österreichische Schauspielerin.

## Leben
Liese Lyon absolvierte von 1993 bis 1996 ihre Schauspielausbildung an der Schauspielschule Krauss in Wien. Während ihrer Ausbildung war sie zwischen 1994 und 1996 als Elevin am Wiener Burgtheater engagiert. 1996–1997 besuchte sie die Dell’ Arte School of Physical Theatre in Nordkalifornien.
Zu Beginn ihrer professionellen Bühnenlaufbahn spielte sie am Schauspielhaus Wien, wo sie in der Saison 1999/00 in der österreichischen Erstaufführung von Werner Schwabs Theaterstück Der Himmel mein Lieb meine sterbende Beute (Premiere: September 1999), als Tochter Rachel in der deutschsprachigen Erstaufführung der Komödie Nie wieder Friede von Ernst Toller (Premiere: November 1999) und, an der Seite von Tatja Seibt, Wolfram Rupperti und Brigitte Antonius, in der deutschsprachigen Erstaufführung des Theaterstücks Wit (dt.: Geist) von Margaret Edson mitwirkte.
Sie trat anschließend u. a. am Volkstheater Wien (2001), am Theater im Rabenhof (2002) und beim Theater der Jugend (2002). In den Jahren 2001 und 2002 gastierte sie beim Steirischen Herbst in Josef Winklers Tintentod in einer Inszenierung von Tina Lanik.
Weitere Engagements hatte sie bei den Wiener Festwochen, bei den Festspielen Reichenau (2006) und am Schauspiel Frankfurt (2009). Sie wirkte auch in zahlreichen freien Theaterproduktionen mit. Ab 2012 trat sie regelmäßig an verschiedenen Spielstätten im Rhein-Main-Gebiet auf, wie am Zimmertheater Frankfurt, am Gallus Theater und im Künstlerhaus Mousonturm.
In der Spielzeit 2015/16 gastierte sie am Staatstheater Darmstadt als Grete in dem Theaterstück Die Präsidentinnen von Werner Schwab. Außerdem wirkte sie von 2016 bis 2018 am Staatstheater Darmstadt in dem Theaterprojekt MADE in Germania. Ein Verbindungsprojekt mit.
2017 übernahm sie am Staatstheater Mainz die Rolle der Oberschwester Martha Boll im Dürrenmatt-Bühnenklassiker Die Physiker. In der Spielzeit 2018/19 tritt sie dort in den Rollen Bertha/Lehrerin in dem Familienstück Pünktchen und Anton auf.
Lyon wirkte, meist in Nebenrollen, außerdem in mehreren Kino- und TV-Produktionen (u. a. Gastauftritte im Frankfurter Tatort) mit. Zu sehen war sie u. a. im Kinofilm Before Sunrise (1995), als Prostituierte in dem TV-Film Jetzt erst recht (2003, an der Seite von Ulrich Reinthaller) und neben Roxane Duran in dem TV-Dokudrama Krieg der Träume (2018).
Liese Lyon ist gemeinsam mit der Theaterregisseurin Elisabeth Gabriel und der Tanzdramaturgin Johanna Milz Gründerin und Mitglied des Vokalensembles „Jodlklub“. Das Trio singt acapella dreistimmige Volkslieder und Jodler aus dem alpenländischen Raum.
Liese Lyon lebt als freie Schauspielerin und Sängerin mit ihrer Familie in Frankfurt am Main.

## Filmografie
- 1995: Before Sunrise (Kinofilm)
- 2003: Jetzt erst recht (Fernsehfilm)
- 2009: Tatort: Architektur eines Todes (Fernsehreihe)
- 2010: Tatort: Am Ende des Tages (Fernsehreihe)
- 2018: Krieg der Träume (TV-Dokuserie)
- 2021: Ein Fall für zwei (Fernsehserie, Folge Die falsche Schlange)
- 2022: Der Staatsanwalt (Fernsehserie, Folge Rosen und Diamanten)
- 2022: Sayonara Loreley (Fernsehfilm)
- 2023: Die Q ist ein Tier (Spielfilm)

## Hörspiele
- 2020: Kathrin Röggla: Bauernkriegspanorama – Regie: Leopold von Verschuer (HR)
- 2022: Monika Rinck:  Risiko und Idiotie (Poetologisches Quartett Sie 1) – Regie: Leopold von Verschuer (BR)